# Juri Alexandrowitsch Panow
Juri Alexandrowitsch Panow (russisch Юрий Александрович Панов; * 21. Dezember 1970 in Omsk, Russische SFSR) ist ein ehemaliger russischer Eishockeyspieler.

## Karriere
Juri Panow begann seine Karriere als Eishockeyspieler in seiner Heimatstadt in der Jugend des HK Awangard Omsk, für den er in der Saison 1991/92 sein Debüt in der russischen Superliga gab. Im Anschluss an sein Rookiejahr wechselte der Verteidiger zu deren Ligarivalen HK Lada Toljatti, mit dem er 1993 zunächst GUS-Vizemeister und ein Jahr später GUS-Meister wurde. Im Sommer 1995 kehrte er zum HK Awangard Omsk zurück, für den er in den folgenden zehn Jahren auf dem Eis stand und 2001 Vizemeister sowie 2004 Russischer Meister wurde. Zudem gewann der Linksschütze mit seiner Mannschaft 2005 den IIHF European Champions Cup. Im Finale gewann man gegen Kärpät Oulu aus der finnischen SM-liiga.  
Im Anschluss an den Erfolg auf europäischer Ebene wechselte Panow zu Chimik Moskowskaja Oblast, das er nach nur einem Jahr wieder verließ, um für den SKA Sankt Petersburg aufzulaufen. Nachdem er zunächst auch die Saison 2007/08 in Sankt Petersburg begonnen hatte, wechselte er im Laufe der Spielzeit zu deren Ligarivalen Witjas Tschechow. Die Saison 2008/09 begann er bei Gasprom-OGU Orenburg aus der zweitklassigen Wysschaja Liga. Anschließend unterschrieb Panow bei deren Ligarivalen Gasowik Tjumen, für den er seither spielt.

## Erfolge und Auszeichnungen
- 1993 GUS-Vizemeister mit dem HK Lada Toljatti
- 1994 GUS-Meister mit dem HK Lada Toljatti
- 2001 Russischer Vizemeister mit dem HK Awangard Omsk
- 2002 Beste Plus/Minus-Statistik der Superliga-Playoffs
- 2004 Russischer Meister mit dem HK Awangard Omsk
- 2005 IIHF-European-Champions-Cup-Gewinn mit dem HK Awangard Omsk